# Зимна Вода (Жирардовський повіт)
Зимна Вода (пол. Zimna Woda) — село в Польщі, у гміні Мщонув Жирардовського повіту Мазовецького воєводства.
Населення — 54 особи (2011).
У 1975-1998 роках село належало до Скерневицького воєводства.

## Демографія
Демографічна структура станом на 31 березня 2011 року:
|          | Загалом | Допрацездатний вік | Працездатний вік | Постпрацездатний вік |
| -------- | ------- | ------------------ | ---------------- | -------------------- |
| Чоловіки | 29      | 10                 | 16               | 3                    |
| Жінки    | 25      | 6                  | 13               | 6                    |
| Разом    | 54      | 16                 | 29               | 9                    |